# Batalha do Ríndaco (1211)
A Batalha do Ríndaco foi travada em 15 de outubro de 1211 entre as forças dos dois mais importantes estados sucessores bizantinos, o Império Latino e o bizantino Império de Niceia, fundado logo depois da conquista de Constantinopla, a capital do Império Bizantino, pela Quarta Cruzada e a República de Veneza.
O imperador latino Henrique de Flandres queria expandir seu território para a Ásia Menor às custas dos nicenos. Ele já tinha conquistado uma vitória em 1205 na Batalha de Adramício, mas a necessidade de conter os búlgaros na Europa o obrigou a aceitar uma trégua. Em 1211, apenas um pequeno exclave perto de Pegai ainda estava nas mãos dos latinos. Aproveitando-se das perdas sofridas pelo exército niceno na Batalha de Antioquia no Meandro contra os seljúcidas, Henrique desembarcou com seu exército em Pegai e marchou para leste em direção ao rio Ríndaco (moderno Mustafakemalpaşa, na Turquia) com prováveis 260 cavaleiros francos. Láscaris tinha uma força maior, mas apenas uns poucos mercenários francos, pois a derrota para os turcos havia sido dura. Ainda assim, ele preparou uma emboscada no Ríndaco, mas Henrique atacou sua posição e dispersou as tropas nicenas numa batalha que durou todo o dia 15 de outubro. A vitória latina, que supostamente ocorreu sem baixas, foi devastadora: depois da batalha, Henrique marchou sem resistência pelas terras nicenas, chegando até Ninfeu (Nymphaion). 
A guerra arrefeceu depois e os dois lados assinaram o Tratado de Ninfeu (1214), que deu ao Império Latino o controle da maior parte da Mísia até a vila de Calamos (Kalamos; moderna Gelembe), que era desabitada e marcava a fronteira entre os dois estados.